# Othman Mohammed Othman
Othman Mohammed Othman  (* 3. Oktober 1946) ist ein ägyptischer Politiker.

## Leben
Othman ist seit 1969 Bachelor of Science der Betriebswirtschaft der Universität Kairo und wurde 1977 zum Doktor der Wirtschaftsentwicklung und Planung an der Wirtschaftsuniversität Prag promoviert. Er war Gastprofessor am Massachusetts Institute of Technology und der Universität Sanaa. Othman war zunächst im Planungsministerium beschäftigt, wo er die Regierung, die Internationale Arbeitsorganisation, den Internationalen Währungsfonds und das Entwicklungsprogramm der Vereinten Nationen beriet.
Er trat im Juli 1997 in die Regierung von Atif Muhammad Nagib Sidqi als Minister für Planung und Lokale Entwicklung, ein und bekleidete dieses Amt im Kabinett Ganzuri I, im Kabinett Abaid und im Kabinett Nazif. Unter seiner Ägide wurden Daten zur ägyptischen Wirtschaft ermittelt. In einer Parlamentsdebatte im März 2010 argumentierte Othman, dass nach Angaben der Weltbank der Anteil der Armen in Ägypten von 2005 mit 23,4 Prozent auf 2008 mit 18,9 Prozent gesunken sei, was bedeutet hätte, dass 1,8 Millionen Ägypter weniger unter der Armutsgrenze leben würden.
Er ist verheiratet, sein Sohn ist Bahaa Othman.
| Vorgänger | Amt                                                                                       | Nachfolger |
| --------- | ----------------------------------------------------------------------------------------- | ---------- |
| —         | Ägyptischer Minister für Planung und Lokale Entwicklung November 2001 bis 29. Januar 2011 | —          |